# Uszanka japońska
Uszanka japońska, uchatka japońska  (Zalophus japonicus) – gatunek wymarłego drapieżnego ssaka z rodziny uchatkowatych (Otariidae).

## Taksonomia
Gatunek po raz pierwszy zgodnie z zasadami nazewnictwa binominalnego opisał w 1866 roku niemiecki zoolog Wilhelm Peters nadając mu nazwę Otaria japonica. Holotyp pochodził z Japonii. 
Wcześniej uważany za podgatunek Z. californianus, ale ogólnie uznawany za odrębny gatunek, obecnie w oparciu o dane molekularne. Autorzy Illustrated Checklist of the Mammals of the World uznają ten gatunek za monotypowy.

### Etymologia
- Zalophus: gr. ζα- za- „bardzo”; λοφος lophos „czub”[13].
- japonicus: Japonia (nowoczesna nazwa wywodzi się od portugalskiego zniekształcenia malajskiego Jepang i chińskiego Zeppen, które są lokalnymi wersjami japońskiego Nippon)[14].

## Zasięg występowania
Uszanka japońska występowała na północno-zachodnich wybrzeżach Oceanu Spokojnego, w Japonii, Korei, w południowej części półwyspu Kamczatka (występowanie tam dyskusyjne) i na wyspie Sachalin. Ostatnie wiarygodne wzmianki dotyczą osobnika zastrzelonego w 1949 roku na wyspie Moneron oraz z obserwacji 50–60 osobników na wyspach Dokdo w 1951 roku. Zapisy dotyczące Z. japonicus przetrwały do lat 70., ale są wątpliwe, ponieważ prawdopodobnie dotyczyły one Z. californianus.

## Morfologia
Samce były ciemnoszare, ważyły 450-560 kg i miały od 2,3 do 2,5 m długości, co czyniło je dużo większymi od samic (około 1,64 m). 

## Status zagrożenia
W Czerwonej księdze gatunków zagrożonych Międzynarodowej Unii Ochrony Przyrody i Jej Zasobów został zaliczony do kategorii EX (ang. extinct „wymarły”). Wyginęły z powodu masowego połowu w XIX i XX w., gdyż ceniono ich mięso, skórę, wąsy i wykorzystywano je w występach cyrkowych. Ministerstwo Środowiska Korei Południowej podjęło próbę odnalezienia gatunku i przywrócenia go do życia na wolności.